# 全國警察日
全國警察日（阿拉伯语：‎）是埃及的全國性節日，於每年1月25日舉行。
1952年1月25日，在伊斯梅利亞戰役中，50名警察因拒絕英軍交出武器和撤離伊斯梅利亞警察局的要求而喪生，更多警察受傷。英軍包圍了警察局，然後開來坦克佔領警察局。薩拉赫·祖爾菲卡爾上尉是這場戰鬥的主要英雄之一。一名當地人拍下了這一事件並發表照片，激起埃及全國各地的憤怒和騷亂。
2009年，埃及總統胡斯尼·穆巴拉克宣布1月25日為法定假日，以表彰埃及警察為維護埃及安全與穩定所做的努力，並感謝他們所做的犧牲。
2011年，當埃及警察偏離了維護平民和國家安全的職責，開始羞辱人民，支持穆巴拉克的腐敗政權時，一些埃及反對派組織選擇這一天開始大規模抗議活動，並在1月28日演變成一場席捲全國的大規模人民革命。這場革命被稱為埃及「1·25」革命。胡斯尼·穆巴拉克總統下台，武裝部隊最高委員會接管國家政權。